# Лалла Мерьем
Лалла Мерьем (араб. للا مريم‎; род. 26 августа 1962, Рим) — марокканская принцесса, старшая сестра короля Мухаммеда VI.

## Биография
Лалла Мерьем родилась 26 августа 1962 года в семье короля Хасана II и его супруги Лалла Латифы Хамму, она стала старшим ребёнком из 5 детей королевской четы.
В 1981 году была назначена отцом в качестве руководителя социального обеспечения Вооружённых сил Марокко. 
Принцесса является общественным деятелем и благотворителем, она руководит несколькими фондами, включая Фонд короля Хасана II, который направлен на помощь марокканцев за рубежом. В 2001 году ООН назначил её послом доброй воли от организации ЮНЕСКО.
11 декабря 2003 года принцесса возглавила Национальный союз женщин Марокко, сменив свою тётю, принцессу Лаллу Фатиму Зохру, которая возглавляла его с 1969 года.
В мае 2010 года получила награду «Женщины-мировые лидеры», за свою деятельность в качестве председателя Национального союза женщин.